# Anna Townsend
Anna Townsend (5 de enero de 1845 - 11 de septiembre de 1923) fue una actriz de teatro estadounidense que también trabajó como  actriz de cine mudo durante los últimos años de su vida. Trabajó en varias películas de Harold Lloyd. Uno de sus papeles más conocidos fue el de la abuela de buen corazón de Harold en la película Grandma's Boy (1922).
Falleció en su casa en Los Ángeles. Tuvo una hija.

## Filmografía
| Año  | Título                    | Papel               | Notas |
| ---- | ------------------------- | ------------------- | ----- |
| 1913 | The Hoyden's Awakening    |                     |       |
| 1914 | The Real Thing in Cowboys | Sra. Mitchell       |       |
| 1917 | A Marked Man              | La mamá de Harry    |       |
| 1918 | Three Mounted Men         | La mamá de Harry    |       |
| 1922 | Grandma's Boy             | La abuela           |       |
| 1922 | Dr. Jack                  | La madre de Jamison |       |
| 1923 | Daddy                     | Sra. Holden         |       |
| 1923 | Safety Last!              | La abuela           |       |